# 筑波觀光鐵道
筑波觀光鐵道株式會社（日语：／）是一家總部位於茨城縣筑波市的鐵路公司。為了經營纜索鐵路和索道，也有食堂、商店和酒店業務。為京成電鐵的合併子公司，京成集團旗下企業。京成卡的加盟店。
原本筑波山上的纜索鐵路與索道由不同公司營業。在1999年10月兩間公司合併，成為筑波觀光鐵道。
在1987年4月，筑波鐵道筑波線廢除後至2005年8月前，首都圈新都市鐵道筑波快線啟用前，此公司成為市內唯一鐵路公司。
從東京都內與附近前往筑波山的鐵路和巴士公司（除了筑波觀光鐵道，還有首都圈新都市鐵道、關東鐵道、關鐵紫巴士、關鐵綠巴士另外5間公司）中，這些公司的資本均與京成電鐵有直接或間接關係。

## 歷史
- 1923年（大正12年）4月4日 筑波山鋼索鐵道株式會社成立。
- 1925年（大正14年）10月12日 纜索鐵路開始營業[3]。
- 1944年（昭和19年）2月11日 在戰爭時期，纜索鐵路成為不要不急線而廢除[3]。
- 1954年（昭和29年）11月3日 纜索鐵路重開[3]。
- 1965年（昭和40年）8月11日 筑波山索道株式會社開設索道[3]。
- 1981年（昭和56年）3月31日 業務轉讓給株式會社筑波山京成酒店，翌日起委託業務。
- 1999年（平成11年）10月1日 公司收購筑波山索道株式會社，同日公司改名為筑波觀光鐵道株式會社[3]。

## 路線
| 中文線名                       | 日文線名 | 起點   | 終點     | 距離（公里） |
| ------------------------------ | -------- | ------ | -------- | ------------ |
| 筑波山鋼索鐵道線（筑波山纜車） |          | 宮脇   | 筑波山頂 | 1.6          |
| 筑波山索道                     |          | 杜鵑丘 | 女體山   | 1.296        |

## 注腳
1. 1 2 3 4 5 6 7  鐵道統計年報平成29年度版 - 國土交通省
2. ↑  国土交通省鉄道局監修『鉄道要覧』平成30年度版、電気車研究会・鉄道図書刊行会
3. 1 2 3 4 5  曾根悟（日语：曽根悟）（監修）. 朝日新聞出版分冊百科編集部（編集） , 编. . 週刊朝日百科. 30号 モノレール・新交通システム・鋼索鉄道. 朝日新聞出版. 2011-10-16: 32 （日语）.

## 外部連結
- 筑波觀光鐵道 （页面存档备份，存于）（日語）
- 筑波觀光鐵道的X（前Twitter）
- 筑波觀光鐵道的Instagram帳戶